# Видимость (UML)
Видимость (англ. visibility) в языке моделирования UML — свойство дизайна, которое определяется для элементов (атрибутов и операций) некоего контейнера в целях спецификации возможности использования данного элемента различными другими классификаторами. Благодаря семантике видимости возможно скрывать малозначимые детали реализации и делать видимым именно тот функционал, который необходим классификатору для воплощения своей абстракции. Видимость не следует путать с областью действия (англ. scope).
Несмотря на то, что во многих языках возможно определять пользовательские виды видимости, стандарт языка UML допускает только четыре предопределённых её уровня:
1. public (открытый), который открывает доступ к данному элементу любому внешнему классификатору и обозначается символом +.
2. protected (защищенный), который ограничивает доступ к данному элементу всем внешним классификаторам, за исключением его наследников. Обозначается символом #.
3. private (закрытый), который закрывает доступ к данному элементу всем внешним классификаторам и обозначается символом -.
4. package (пакетный), который открывает доступ к данному элементу всем классификаторам, которые объявлены в пределах того же самого пакета. Обозначается символом ~.